# Distretto di San Bartolomé
Il distretto di San Bartolome è uno dei trentadue distretti della provincia di Huarochirí, in Perù. Si trova nella regione di Lima e si estende su una superficie di 43,91 chilometri quadrati.
Istituito il 9 novembre 1953, ha per capitale la città di San Bartolome.